# 東井站
東井站（朝鲜语：동정역；）曾为朝鲜铁路长津线上的一个车站，位于咸镜南道荣光郡，废止时间不明。